# 日本正武館
日本正武館（にほんせいぶかん）は、鈴木正文によって設立された京都に本部を置く剛柔流空手道場。京都商工会議所への届出によれば1955年設立。届出名称は総合武道場日本正武館。防具付き空手であり、合気道や剣道、居合道などもやっていて総合武道場と名乗っていた。
千葉真一主演映画『激突! 殺人拳』では団体として撮影協力をし、同年の映画『武道ドキュメント 拳豪の祭典』は同館の活動内容を収めたドキュメンタリーである。
1991年、鈴木の死去の後、鈴木が設立に関わり会長を勤めていた全日本硬式空手道連盟が分裂し、千葉派に属する。2006年にはこの団体名称の商標権をめぐって現館長の河野安雄が審判請求を受け、勝訴した。